# Manzanillo (Messico)
Manzanillo è un comune messicano dello stato di Colima, il cui capoluogo è la località omonima. Confina a nord con Minatitlán, a est con Coquimatlán e Armería; a sud si trova l'Oceano Pacifico; a ovest e a nordovest confina con la regione (estado) di Jalisco. Si trova tra i 103°59' e i 104°44' di longitudine ovest e tra i 18°53' e i 19°18' di latitudine nord, e a un'altezza di 4 metri sopra il livello del mare.

## Descrizione
Manzanillo fu il terzo porto creato dagli spagnoli nel Pacifico, e nell'evoluzione della sua storia si trovano fatti e personaggi molto importanti. Il 30 ottobre del 1533, Hernando de Grijalva salpò dal porto di una piccola frazione di Manzanillo, Santiago, nell'imbarcazione "San Lorenzo", e scoprì le Isole Revillagigedo; la seconda nave della spedizione era "La Concepción", guidata dal timoniere Martín de Acosta e dal comandante Diego Becerra de Mendoza. Di vitale importanza furono i fatti avvenuti nel 1569, quando Álvaro Mendaña, di ritorno dal suo viaggio alle Isole Salomone, arrivò allo stesso Santiago, si rifornì, e regalò alla popolazione locale la palma da cocco. Essi iniziarono a sfruttare il suo potenziale, aumentando la loro produttività grazie all'arrivo di schiavi cinesi, i quali, nonostante fossero schiavi, portarono molte nuove conoscenze agli abitanti di Colima. 

## Toponimo
Gli spagnoli imposero questo nome a Manzanillo, dato che al loro arrivo trovarono molti alberi di mancinella (Hippomane mancinella), la quale è una pianta della famiglia delle Euphorbiaceae. Il suo frutto, molto simile a una piccola mela (in spagnolo, manzana), è velenoso, e con la sola vicinanza può produrre orticaria. Così, nel vedere la grande quantità di piante della zona, e con il bisogno di battezzare il luogo, gli spagnoli optarono per Manzanillo. D'altra parte, esiste anche un'altra teoria: in nahuatl, la lingua indigena del Messico centrale, il nome Manzanillo si traduce nella parola Cozcatlan, da Cozcatl (collana o girocollo) e Tlan (luogo); significherebbe dunque "Luogo di gioielli, collane e girocolli", o anche "Dove si fanno collane", nome che rispecchierebbe i resti archeologici trovati nella regione. Infatti, si diceva che Salagua, altra piccola frazione di Manzanillo, fosse fornitore di perle o gioielli agli Aztechi durante il secolo XV, fino all'arrivo degli spagnoli (Brust, 1993).
Nella frase che descrive Colima, "Mare e palme ai piedi del vulcano", a Manzanillo tocca solo la parte del mare e delle palme; infatti, dalla cima del monte più alto di Manzanillo, il Cerro del Toro, solo si riesce a vedere una piccola parte del vulcano (detto "di fuoco"), situato più verso il continente. Quello che non manca sono le palme, che si scuotono al ritmo del vento proveniente dall'Oceano Pacifico. Quest'ultimo bagna le due baie, quella di Manzanillo e quella di Santiago, coperte di sabbia nera, colore dovuto, appunto, alla sua origine vulcanica. 

## Storia
Si conoscono le principali attività dei gruppi stabilitisi a Manzanillo prima dell'arrivo degli spagnoli: lavoro della ceramica, elaborazione di figure e laboratori di creazione di collane mediante l'uso di conchiglie. Questo ci fa supporre l'esistenza di subacquei che raccoglievano le perle per queste attività, soprattutto nell'antico porto della frazione di Salagua. Nella stessa zona, si stabilì un popolo indigeno chiamato Tzalahua.
Nel 1522, il capitano Gonzalo de Sandoval arriva fino al porto di Salagua, dove ricorre e esplora il litorale; però solo fino al 24 luglio del 1527 le baie di Manzanillo vengono esplorate, opera compiuta da Álvaro Saavedra Cerón. 
In epoca coloniale, Manzanillo rappresenta un importante centro navale; infatti, lì si costruiscono le navi usate in una spedizione mandata da Hernán Cortés, nel 1531, con destinazione al Mar de Bermejo e con il fine di conquistare la California. Inoltre, è punto di partenza di diverse spedizioni nell'Oceano Pacifico. Infine, al porto di Manzanillo arrivavano prodotti orientali provenienti dalle Filippine.

### Colonizzazione spagnola
- Nel 1522 le forze di Hernán Cortés avevano vinto gli aztechi di Tenochtitlán, e cercavano nuove ricchezze nel Pacifico. Fu così che scoprirono Manzanillo, e lo chiamarono la "Baia della buona speranza" (Bahía de la buena esperanza). Le forze di Cortés sbarcarono sulla spiaggia "Il pubblico" (La Audiencia), dove il marinaio di fiducia di Cortés, Gonzalo de Sandoval, sconfisse le truppe del Rey Colimán, imperatore di Colima.
- Nel 1527 Pedro de Fuentes, delle forze di Álvaro Saavedra Cerón, rinomina il posto con "Porto di Santiago della buona speranza" (Puerto de Santiago de la buena esperanza), in onore del santo spagnolo "Santo Domingo". Da allora, la baia fu considerata un luogo sicuro e adatto a costruire e imbarcare le navi.
- L'imbarcazione "Spirito Santo" (Espíritu Santo) fu la prima nave spagnola ad esplorare le coste della regione (estado) di Colima. Dopo le prime perlustrazioni, venne ordinato a tre barche (mandate a costruire da Hernán Cortés) di continuare l'avanscoperta nella baia. Álvaro Saavedra Cerón, il quale era cugino di Hernán Cortés, si trovava nel porto di Zacatula, nella regione (estado) di Michoacán. Da lì, aveva gli ordini di cominciare un lungo viaggio verso le Molucche per ritrovare un'imbarcazione perduta. Infatti, il 14 luglio del 1525, la flotta di García Jofre de Loaísa era salpata da La Coruña con l'intenzione di scoprire alcune isole; non avendo ancora notizie, la corona spagnola aveva ordinato di andare alla sua ricerca.
- La nave spagnola comandata dal Capitano Pedro de Fuentes salpò da Zacatula il 14 luglio del 1527, con direzione ovest, e dopo aver percorso la costa michoacana arrivò a quella di Colima, scoprendo una nuova baia; venne chiamata Santiago, per essere stata scoperta il 24 luglio del 1527, la vigilia del giorno in cui si festeggia San Santiago. Le forze spagnole comandate da Diego Hurtado de Mendoza y Melchor Fernández, salparono il 30 maggio del 1532 da Acapulco, a bordo delle navi "San Miguel" e "San Marcos". Le stesse scoprirono le Isole Marías e il porto di Aguatán, o di Navidad (Natale) a Colima, dove si rifornirono. Hurtado de Mendoza e molte persone del suo equipaggio morirono in lotta contro gli indigeni di Jalisco e Sonora.
- Nel 1533, dato che non si avevano più notizie della nave di Hurtado de Mendoza, Hernán Cortés mandò una nuova spedizione nelle coste del Pacifico. Il 30 ottobre dello stesso anno partì la spedizione dal porto di Santiago del Mar del Sur, nelle coste di Tehuantepec; lo stesso Hernán Cortés vigilava la creazione delle due imbarcazioni comandate da Diego Becerra de Mendoza. Nella principale, "La Concepción" (Il concepimento), c'erano Becerra de Mendoza e il suo principale timoniere, Fortún Ximénez, più tre frati francescani. Nella seconda, "San Lázaro", c'erano il Capitano Hernando de Grijalva e il timoniere Martín de Acosta. La Concepción fece una fine tragica: prima l'equipaggio si ammutinò contro Becerra, il quale uccisero dopo aver scaricato i frati in Michoacán; in seguito, lo stesso equipaggio venne ucciso dagli indigeni della Baja California, mentre la nave cadde definitivamente nelle mani di Nuño de Gizmán, nemico mortale di Cortés. La seconda imbarcazione, la San Lázaro, scoprì le Isole Revillagigedo, dando il nome di "Socorro" all'isola che oggi si chiama San Tommaso.
- Nel 1536, Hernán Cortés in persona, al comando dell'equipaggio usato per trarre in salvo Diego Becerra, toccò il porto di Aguatán, Colima, dove si rifornì con il necessario per continuare il suo viaggio verso Tehuantepec.
- Nel 1539, Francisco de Ulloa, al comando delle imbarcazioni "Santa Águeda", "Santo Tomás" e "La Trinidad" passò per il porto di Santiago della buona speranza, dove si rifornì, per continuare il suo lungo viaggio di perlustrazione della costa nordoccidentale della Nuova Spagna, fino al Golfo di California o Mar Bermejo.
- 1540. Hernando de Alarcón, viaggiando da Acapulco alla California nelle navi "San Pedro" e "Santa Catalina", toccò il porto della frazione di Santiago nel mese di maggio; nello stesso anno tra ottobre e novembre, durante il suo viaggio di ritorno, si fermò ancora una volta.
- 1540. Pedro de Alvarado, con una flotta formata da undici imbarcazioni, viaggiò da Iztapa a Jalisco. Tra altri, erano presenti i capitani Juan Rodríguez Cabrillo, Andrés de Urdaneta e Juan Fernández Ladrillero. Durante il suo viaggio, nel mese di ottobre, toccò i porti di San Buenaventura (Santiago) e Navidad.
- 1552. Il Dottore Lorenzo Lebrón de Quiñónez, che voleva conoscere la Nuova Spagna, visitò i porti di Navidad e Santiago. Di quest'ultimo parla nella sua Relazione Breve e Sommaria (Relación Breve y Sumaria): "...è a nove leghe dalla Navidad e questo porto non si segue per essere scoperto e al sud..."
- 1560. Juan Fernández Ladrillero, Baltasar Rodríguez e Andrés Toscano, vicini della Villa di Colima, iniziarono la pesca di perle, dalle ostriche, e di pesci marini nel porto di San Juan de Salagua; grazie a questo si diffuse il nome del porto in tutta la Nuova Spagna.
- 1563-1564. Tutta la zona attorno ai porti di Navidad e Salagua (Colima, Autlán, Ameca, Zapotlán, Amula, Tuxpan, Tamazula, Guadalajara, Pueblos de Avalos, etc.) visse grazie alle attività connesse alla costruzione di navi per i viaggi alle Filippine. Secondo informazioni non ufficiali trovate nella Villa di Colima, nell'anno 1612, si fabbricarono diversi pezzi della caravella che portò Legaspi all'Isola di Ponente.
- 1569. Le navi Los Reyes e Todos los Santos, comandate da Álvaro de Mendaña, durante il loro viaggio da Callao (Perù) alla California, dopo aver scoperto le Isole Salomone, toccarono il porto di Salagua il 22 gennaio del 1569, e vi rimasero fino al 2 marzo dello stesso anno. Lasciarono a Colima un tesoro: il seme della palma del cocco, la quale coltivazione e industria ha influito molto nell'agricoltura e nell'economia della regione (estado), fino ai giorni nostri.
- 1579. Sir Francis Drake, personaggio noto nella storia della pirateria inglese, dopo aver attraversato lo Stretto di Magellano, navigando nel Pacifico verso il nord, visitò il porto di Salagua nel mese di maggio.
- 1584. Francisco Gali, parìe dal porto di Acapulco verso le Filippine nel marzo del 1582. Nel suo viaggio di ritorno, attorno all'autunno del 1584, costeggiò la regione e si fermò nel porto di Salagua.
- 1587. Thomas Cavendish, famoso pirata luterano, eretico e sacrilego, agli ordini della corona d'Inghilterra, percorse le coste del Mare del Sud fino a Cabo San Lucas, saccheggiando diverse navi e città. Durante il mese di agosto scelse il porto di Salagua come nascondiglio, causando grande scompiglio tra gli abitanti di Colima, Michoacán e Jalisco. La nave del terribile pirata era chiamata "Desire", e veniva così descritta: "una nave di più di trecento tonnellate, dove si trovavano le armi del Generale; due leoni e due fiori di giglio, cinque pali di traverso e il mondo in mano...".
- 1596. Sebastián Vizcaíno, commissionato dalla Compagnia pescatrice di perle e colonizzatrice della California, formò una spedizione da Acapulco nel giugno de 1596. La flotta, formata da tre navi, si fermò nel porto di Salagua per far salire a bordo un contingente di soldati e avventurieri; alcuni di questi, comandati da Fernando de Gálvez de Barrionuevo, disertarono e rimasero a Colima.
- 1600. Don Gaspar de Zúñiga y Acevedo, vice re della Nuova Spagna, inviò al sindaco (alcalde) di Colima una lettera con la seguente raccomandazione: "conservate questa lettera e tenetela in un posto sicuro fino a quando la darete a Don Juan de Velasco, generale dell'armata del Perù; e se riuscisse a passar di lì, salirete nella sua barca per dargliela direttamente nelle sue mani, e di questa consegna prenderete una ricevuta". L'armata del Perù, che da Callao alla California perlustrava le coste del Pacifico, in caso di bisogno, avrebbe trovato aiuto e rifornimento nel porto di Salagua. In questa occasione (1600), Don Juan de Velasco morì in alto mare; si fece carico della nave il Generale dell'Armata l'ammiraglio Hernando de Lugones, al quale venne consegnata la lettera del vice re.
- 1602. Sebastián Vizcaíno, commissionato nuovamente dalla Compagnia pescatrice della California, forma una nuova flotta: le navi "Santa Águeda", "Santo Tomás" e "Tres Reyes" partirono dal porto di Acapulco in maggio. In questa spedizione fruttuosa per la geografia di Colima, Vizcaíno fu accompagnato da Jerónimo Martín Palacios, il quale progettò nei particolari il viaggio. Pedro Fernández de Quiroz, partito da Callao (Perù) nel 1605, attraversa l'Oceano Pacifico fino alla California, nella nave San Pedro. Nel ritorno, seguì lo stesso percorso di Álvaro de Mendaña nel 1569. Alcuni soldati di Fernández de Quiroz arrivarono a dicembre nel porto di Salagua, come naufraghi. Considerandoli stranieri non ben accetti, il sindaco (alcalde) Diego Mejía de la Torre, diede loro 48 ore per abbandonare le terre di Colima; in risposta, uno di loro, il marinaio Luis Belmonte, disse: "non trattateci some stranieri, perché erano soldati dell'Armata che per ordine di sua Maestà, era alla scoperta di terre sconosciute, a carico di Fernández de Quiroz, capitano e capo di suddetta Armata; siamo qui da pochi giorni, abbiamo trovato riparo in questo porto, e siamo rimasti qui a causa di malattie e altre ragioni legittime..". Dopo queste parole, il sindaco permise loro rimanere in quelle terre "fino dopo la Pasqua dell'anno prossimo mille seicento sette".
- 1615. Il pirata Joris Van Spilbergen con le sue sei navi navigava il Mare del Sud in cerca del galeone delle Filippine, il 26 ottobre attaccò nelle coste di Zacatula una nave piena di perle e pesci, della Compagnia pescatrice di Tomás Cardona, mentre dalla California tornava verso Acapulco. L'11 novembre fece scalo a Salagua, chiedendo rifornimenti; dato che le autorità della Nuova Spagna avevano paura di maggiori danni del pirata nemico, organizzarono un'armata di difesa nel porto di Salagua, comandata dal generale Sebastián Vizcaíno. Ci fu una battaglia tra pirati e soldati, con morti in entrambi gli schieramenti, i quali furono sepolti nella frazione di Salagua.
- 1624-1625. Tutta la costa fino alla città di Colima è terrorizzata dalla minaccia della flotta "Nassau", la quale, comandata dai pirati John Hugo Schapenham e Julius Wilhelm Van Verschoor, aveva saccheggiato il porto di Acapulco e navigava nelle acque di Colima alla ricerca della nave delle Filippine.
- 1685. Durante i mesi di novembre e dicembre di questo anno, William Dampier (pirata, naturalista, navigatore e scrittore inglese) ricorreva le coste del Pacifico con pirati di altre nazionalità, alla ricerca del galeone delle Filippine. In seguito, minacciarono gli abitanti di Colima, pronti a saccheggiarli; ma, non avendo trovato il cuore della città, la risparmiarono.
- 1700. In questi anni cominciò il cambiamento del nome del porto: da Salagua-Santiago, nome usato fino ad allora, a Salagua-Manzanillo; con gli anni, il secondo terminé acquistò forza, fino a rimanere, all'inizio del diciannovesimo secolo, solo Manzanillo, come denominazione generale di tutta la grande baia di Colima.
- Dal 1700 in poi il porto di Salagua si caratterizza per un abbandono quasi completo, svegliando ogni tanto l'interesse del galeone da Manila, nel suo viaggio per Acapulco; o, di tanto in tanto, la vista di qualche vela amica o nemica, la quale non costituiva certo una ragione di attività portuaria, commerciale o militare di importanza. Da questi anni fino alla Guerra d'indipendenza del Messico sono degne di essere menzionate: la visita di William Dampier (1704), che nuovamente navigò nel Mar del Sur per minacciare la nave delle Filippine; Edward Cook, Rogers e Courtney, pirati inglesi (1709); George Shelvocke, pirata inglese (1721); George Anson e Richard Norris, pirati inglesi (1742).
- Nel 1749 l'equipaggio di una nave olandese che navigava nelle coste di Colima fece uno sbarco nella spiaggia di Guayabal, dato che il tenente, il cappellano e lo scrivano dovevano essere lasciati in Messico.
- Il generale Leonardo Márquez, al comando delle sue forze imperialiste, dopo aver conquistato la città di Colima, occupò il porto di Manzanillo il 17 novembre del 1864. Il giorno seguente, fece sì che tutte le autorità locali riconoscessero l'impero, riorganizzando l'amministrazione pubblica e lasciando un gruppo di 60 uomini ad amministrare, al comando del sottoprefetto Anastasio Castillo. L'amministrazione imperialista durò a Manzanillo due anni e due mesi, fino al febbraio del 1867.
- Nel novembre del 1930 furono assassinati a Manzanillo l'onorevole José Dupont e l'aiutante Felipe Rocha. Non si sono mai chiariti i fatti, ma si sa che l'assassino fu Miguel G. Magallón.

Nota: questo testo fa parte del lavoro che pubblicò lo storico Felipe Sevilla del Río a Colima nel 1974.

## Frazioni principali
Le principali attività sono di carattere portuario, turistico, commerciale, miniero, dell'industria di trasformazione, agricola, peschereccia, d'allevamento, d'esportazione, di costruzione, navale e di servizi. Si trova a 103 km dal capoluogo della regione. 
- Santiago: le attività principali sono il turismo, l'agricoltura, l'allevamento, l'industria della pesca, commerciale e dei servizi. Si trova a 7 km dal centro municipale.
- Salagua: le attività principali sono il turismo, l'agricoltura, l'allevamento, l'industria della pesca, commerciale e dei servizi. Si trova a 5 km dal centro municipale.
- Venustiano Carranza-El Colomo: le principali attività sono l'agricoltura, l'allevamento, la pesca, il commercio, industriali (di trasformazione e delle saline).
- Camotlán de Miraflores: in questa località esistette la tenuta (hacienda) Miraflores durante il XIX secolo e inizi del XX secolo. Fu la più grande di tutta la regione (estado), con 100 000 ettari. Oggigiorno è una frazione prettamente agricola.
- El Colomo: piccola frazione che si dedica all'allevamento e all'agricoltura.

## Servizi pubblici
Il comune possiede tutti i generi di servizi pubblici che è tenuto ad offrire agli abitanti. Nonostante questo, i servizi non beneficiano allo stesso modo tutta la popolazione, considerando le differenze sociali che si trovano in tutto il territorio del comune. Uno dei servizi che non funziona come dovrebbe è quello della sanità, nonostante le infrastrutture create appositamente. Le aziende di sanità locali, quali la Secretaría de Salud, l'Instituto Mexicano del Seguro Social, la Secretaría de Marina e l'ISSSTE, non sono sufficienti per coprire i bisogni della popolazione locale, che sta crescendo all'incirca il 3.1 % annuo. 
Mezzi e vie di comunicazione
Il comune si trova ben comunicato con la rete di autostrade. Le principali vie di comunicazione sono: Colima-Manzanillo (4 corsie, possibilità di pedaggio o strada libera), Manzanillo-Puerto Vallarta, Manzanillo-Minatitlán, Ramal-Aeropuerto, Cuyutlán-Manzanillo, e la connessione Colomos-Tapeixtles, che mette in comunicazione Manzanillo con tutto il resto della regione (estado) e dello stato e permette lo scambio commerciale via terra (già molto sviluppato via mare). Inoltre, l'aeroporto internazionale "Playa de Oro", inaugurato nel 1972, è il più importante della regione (estado) per il suo livello nazionale e internazionale.

## Cultura di massa
Come parte della cultura popolare, è importante menzionare i lavori di artigianato che si producono in queste zone: i ricami, le collane, le conchiglie, sono le cose più rappresentative del porto. Per quanto riguarda la gastronomia, troviamo: il ceviche di Manzanillo, la zuppa di pesce (sopa de pescado), la zuppa di crostacei (sopa de mariscos), il polipo pazzo (pulpo loco), il polipo ubriaco (pulpo borracho), il salpicón (gamberetti cotti nel limone), il pozol (brodo di carne con mais), il sope gordo (pane croccante di mais con carne e salse), la birria (carne di capra), il taco di pesce, cazuela de mariscos (pentolino di pesce), pescado ariado o bigotona, ostión a la talla (ostriche), ostión al whisky o gratinado (ostriche al whisky o gratinate), tra i vari piatti della tradizione del mare.
- Feste di maggio (Fiestas de Mayo): si celebra la nomina a "porto di alto livello" del porto di Manzanillo, avvenuta il 1° di maggio; inoltre, l'8 dello stesso mese si celebra l'anniversario della consegna dei terreni del fondo legale.
- Festa in onore della Vergine di Guadalupe (Novenario en honor de la Virgen de Guadalupe): si celebra dall'1 al 12 dicembre, quando uomini e donne si vestono con vesti indigene, facendo pellegrinaggi, danzando, suonando e assistendo a fuochi d'artificio.
- Feste di El Colomo: si celebra l'anniversario della fondazione della frazione, attraverso un concorso di canto in onore del capo agricolo Homobono LLamas García; in questa occasione, si organizzano corride di tori e balli.
- Feste di Santiago: gli abitanti di questa località festeggiano il loro santo patrono il 25 di luglio; a Salagua, in ottobre, si festeggia la Señora del Rosario.
- Feste de la Candelaria: avvengono a Camotlán de Miraflores il 2 febbraio di ogni anno.
- Carnevale turistico (Carnaval Turístico): attività festiva e di svago che può realizzarsi o no, a seconda delle decisioni delle autorità comunali. Quando si fa, si celebra, come in tutti gli altri porti dello stato, prima dell'inizio della Quaresima. A partire dal 2010 rinnovarono completamente il carnevale, organizzandolo assieme al settore imprenditoriale e il settore di accoglienza. Ogni anno si invita un'artista conosciuta a livello nazionale o internazionale per fare da madrina all'evento. Nel 2012 ci saranno una madrina e un padrino.

## Monumenti e luoghi d'interesse
- Museo di archeologia (Museo de Arqueología), dell'Università di Colima: luogo che può essere visitato da ogni tipo di pubblico. Si trova nel famoso quartiere di San Pedrito; ci possiamo trovare sculture, strumenti e utensili usati dagli antichi abitanti di Manzanillo nella vita di tutti i giorni. Inoltre, in questo spazio si realizzano anche concerti, mentre nelle sale espositive si organizzano mostre pittoriche e di scultura di grande qualità, sia per adulti che per ragazzi. A un lato del museo si trova il Polideportivo de la Universidad de Colima (struttura sportiva), uno dei luoghi preferiti dai giovani di Manzanillo per fare sport.

- Il centro di Manzanillo: luogo di svago. Qui possiamo trovare la biblioteca comunale, che, nonostante risultò danneggiata dal terremoto del 2003, continua ad operare; troviamo un importante archivio di libri per tutte le età e i gusti; esiste un'area computer, e ogni tanto si organizzano corsi di lettura e di informatica. Nel centro, è usuale trovare gruppi di giovani, coppie o solitari passeggiando per la strada principale del porto (calle México), attratti dalla diversità delle attività che esistono nel luogo. Inoltre, si organizzano concerti e concorsi nel giardino principale e sul lungomare; quando non ci sono queste attività, semplicemente si può riposare nelle panchine, mangiando un gelato, osservando i piccioni o i pittori di ceramica locali.
- Il lungomare dello Spirito Santo (El malecón del Espíritu Santo): si trova all'entrata del centro di Manzanillo. Qui si realizzano una grande varietà di eventi interessanti per i giovani, quali concerti, partite di calcio, concorsi e addirittura eventi politici. Si può trovare un campo giochi all'inizio del lungomare, dove i giovani si ritrovano per passare del tempo insieme, pattinando o facendo skate. Il loro modo di vestire fa capire la classe sociale da cui provengono: scarpe da tennis, magliette con caricature, pettinati con molto gel, pantaloncini corti o jeans, cintura - però non stretta - per avere lo stile dei veri skater. Non ci sono molte ragazze in questi posti, solo qualcuna ogni tanto, che in ogni caso viene rispettata.
- Museo della perversità (Museo de la Perversidad): qui viene esibita la crudeltà dell'essere umano usata nel Medioevo e nell'epoca dell'Inquisizione. Si trova nella via Avenida Juárez, a pochi passi dal Municipio.
- Altre attività che piacciono ai giovani sono: organizzare e partecipare a gare di bicicletta, tornei sportivi; salire sul monte Cerro de la Cruz; pitturare ceramica; fare sfilate di moda; incontri di gruppo di luce e di suono; molte di queste attività li mantengono lontani dai problemi e dalla criminalità.

### Monumenti e sculture
- Escultura del Pez Vela.- Plaza Principal Centro Histórico.
- Glorieta del Velero.- Boulevard costero Miguel de la Madrid, Crucero las Brisas.
- Cazadora de Estrellas.- Centro Histórico en el islote junto a la Terminal de Cruceros.
- El Marino Mercante.- Parque de la Perlita, Centro Historico.
- El Marino Mexicano.- Malecón Centro Historico, Instalaciones de la Armada.
- Snoopy.- Malecón Centro Histórico, entrada a la Terminal de Cruceros.
- El Estibador.- Junto al Snoopy.
- Fuente de Aguas Danzarinas.- Terminal de Cruceros.
- Asta Bandera.- Plaza Juárez Centro Histórico
- La Pescadora.- Malecón Espíritu Santo
- El Pescador.- Malecón Espíritu Santo
- Restos del Remolcador "Scorpión".- Malecon Espíritu Santo.
- Benito Juárez "Benemérito de las Américas". Plaza Juárez Centro Historico.
- El Vigía.- Cerro del Vigía Centro Histórico.
- Piloto.- Parque de la Perlita, Centro Histórico.

## Sindaci (Presidentes municipales)
- (1954): Daniel Sánchez Velasco
- (1955): Felipe Guzmán Mesina
- (1956 - 1958): Javier Mata Vargas
- (1959 - 1960): Miguel Sandoval Sevilla
- (1961): Manuel Bonilla Valle
- (1962 - 1964): Benito Rincón López
- (1965 - 1967): Luís García Castillo
- (1968 - 1970): Arturo Castro Guizar
- (1971 - 1973): Ramón Navarro Hernández
- (1974 - 1976): Aquileo Díaz Virgen
- (1977 - 1979): Jorge Armando Gaytán Gudiño
- (1980 - 1982): Alberto Larios Gaytán
- (1982): Humberto Ramírez Palacios
- (1986): Ramón Chulines Maldonado
- (1986 - 1988): Cecilio Lepe Bautista
- (1989 - 1991): Alejandro Meillón Sánchez
- (1992 - 1994): Porfirio Gaytán Gudiño
- (1995 - 1997): José Luís Navarrete Caudillo
- (1998 - 2000): Martha Sosa Govea
- (2000 - 2003): Rogelio Rueda Sánchez
- (2003 - 2006): Nabor Ochoa López
- (2006 - 2009): Virgilio Mendoza Amezcua
- (2009 - 2012): Nabor Ochoa López

## Amministrazione

### Gemellaggi
- Saint Paul
- Flagstaff
- San Pablo
- Santiago del Cile
- Guadalajara
- Ningbo